# Mehmet Ali Talât

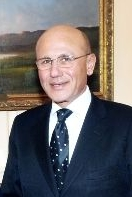
Mehmet Ali Talât

Mehmet Ali Talât (* 6. Juli 1952 in Kyrenia) ist ein türkisch-zyprischer Politiker, Vorsitzender der Cumhuriyetçi Türk Partisi und war von 2005 bis 2010 der Präsident der Türkischen Republik Nordzypern.
Mehmet Ali Talât ist ein Politiker der türkisch-zyprischen Türkisch-Republikanischen Partei (CTP) und war von Januar 2004 bis April 2005 Ministerpräsident Nordzyperns. In dieser Zeit, in die auch das Referendum über die Wiedervereinigung Zyperns fiel, die in Nordzypern mit großer Mehrheit bejaht wurde, hat seine Partei und seine Position verstärkter türkisch-zyprischer Bemühungen um die Wiedervereinigung stark an Zulauf gewonnen.
Bei den Neuwahlen vom Februar 2005, die nötig geworden waren, weil die Koalition aus CTP und Demokratischer Partei (DP) ihre Mehrheit im Parlament verloren hatte, gewann die CTP von Premier Talât erheblich hinzu (+6 Sitze) und verfehlte nur knapp die Mehrheit der Sitze (sie erhielt 24 von 50 Sitzen). Sie erneuerte daraufhin die Koalition mit der Demokratischen Partei von Serdar Denktaş und Talât blieb bis zu den Präsidentschaftswahlen Ministerpräsident einer provisorischen Regierung.
Die Präsidentschaftswahlen am 17. April 2005 konnte Talât mit 55,6 Prozent der Stimmen klar für sich entscheiden. Stärkster Gegenkandidat war Derviş Eroğlu von der Nationalen Einheitspartei (UBP) von Rauf Denktaş, der auf 22,7 % der Stimmen kam.
Bei den Präsidentschaftswahlen im April 2010 unterlag Talât im ersten Wahlgang knapp dem UBP-Kandidaten Derviş Eroğlu.